# تارووم
تارووم (به انگلیسی: Taroom) یک شهرک در استرالیا است که در کوئینزلند واقع شده‌است.